# Agalinis meyeniana
Agalinis meyeniana är en snyltrotsväxtart som först beskrevs av George Bentham, och fick sitt nu gällande namn av Barringer. Agalinis meyeniana ingår i släktet Agalinis och familjen snyltrotsväxter. Inga underarter finns listade i Catalogue of Life.